# Jordi Jordana Rossell
Pour les articles homonymes, voir Jordana et Rossell.
Jordi Jordana Rossell , né le 8 mars 1960 est un avocat et homme politique andorran. Anciennement membre du Parti libéral d'Andorre, il est depuis 2023 conseiller général d'Andorre et président du groupe des Démocrates pour Andorre.
Il exerce précédemment les fonctions de conseiller communal à Canillo de 1999 à 2003. Il devient pour la première fois conseiller général de 2005 à 2009 en remplaçement de Contxita Marsol Riart, nommée au gouvernement.